# Before Midnight
Before Midnight is een Amerikaanse film uit 2013, geregisseerd door Richard Linklater, met hoofdrollen van Ethan Hawke and Julie Delpy. De film is het vervolg op Before Sunrise (1995) en Before Sunset (2004) en daarmee de derde film in de Before-trilogie. De film volgt Jesse (Hawke) en Céline (Delpy), die een vakantie in Griekenland doorbrengen met hun kinderen. 
De film ging in première op het Sundance Film Festival op 20 januari 2013 en werd, net als zijn voorgangers, goed ontvangen.

## Verhaal
Het is negen jaar geleden sinds de gebeurtenissen in Before Sunset. Inmiddels wonen Jesse en Céline in Parijs met hun tweelingdochters, maar hebben op uitnodiging van een bevriende schrijver een zomer in Griekenland doorgebracht. Als de vakantie voorbij is en Jesse zijn tienerzoon Hank op het vliegtuig naar de Verenigde Staten zet, beginnen hij en Céline hun levensbeslissingen in twijfel te trekken en komt hun relatie in gevaar. 

## Rolverdeling
| Acteur                   | Personage |
| ------------------------ | --------- |
| Ethan Hawke              | Jesse     |
| Julie Delpy              | Céline    |
| Seamus Davey-Fitzpatrick | Hank      |
| Jennifer Prior           | Ella      |
| Charlotte Prior          | Nina      |
| Xenia Kalogeropoulou     | Natalia   |
| Walter Lassally          | Patrick   |
| Ariane Labed             | Anna      |
| Yiannis Papadopoulos     | Achilleas |
| Athina Rachel Tsangari   | Ariadni   |
| Panos Koronis            | Stefanos  |

## Release
De film ging in première op het Sundance Film Festival.

## Ontvangst

### Recensies
Op Rotten Tomatoes geeft 98% van de 206 recensenten de film een positieve recensie, met een gemiddelde score van 8,70/10. De film heeft het label "certified fresh" (gegarandeerd vers). Website Metacritic komt tot een score van 94/100, gebaseerd op 41 recensies, wat staat voor "Universal acclaim" (universele toejuiching). De film heeft het label "must see".
NRC gaf de film 4 uit 5 sterren en schreef: "Een van de beste sequenties is aan het begin: een in één take van bijna twintig minuten opgenomen gesprek in de auto (...). Alles van belang komt hier aan de orde: het verraad aan de eigen idealen; de bitterzoete wroeging over dingen die anders hadden gemoeten; de halfhartige voornemens het leven alsnog te beteren."
Ook De Volkskrant gaf een positieve recensie en prees het samenspel van Hawke en Delpy: "De chemie is er nog, de grappen ook. De dialogen waaraan zij mee schreven en die uit hun monden fantastisch realistisch klinken zijn scherp. Schrijnend, eerlijk en dan weer luchtig. Hun discussies zijn pingpongwedstrijden waarbij je nooit helemaal zeker bent aan wiens kant je staat, omdat ze afwisselend even gelijk en ongelijk hebben."
Trouw was minder positief en gaf de film 2 uit 5 sterren, en was vooral kritisch op de lange shots die de aandacht volledig op het paar en de gesprekken vestigt.

### Prijzen en nominaties
De film won 20 prijzen en werd voor 63 andere genomineerd. Een selectie:
| Jaar | Evenement                      | Categorie                                      | Genomineerde                                  | Resultaat   |
| ---- | ------------------------------ | ---------------------------------------------- | --------------------------------------------- | ----------- |
| 2014 | Golden Globe (71ste editie)    | Beste actrice in een komische of muzikale film | Julie Delpy                                   | Genomineerd |
| 2014 | Satellite Awards (18de editie) | Beste bewerkte script                          | Richard Linklater, Julie Delpy en Ethan Hawke | Genomineerd |
| 2014 | Academy Awards (86ste editie)  | Beste bewerkte scenario                        | Richard Linklater, Julie Delpy en Ethan Hawke | Genomineerd |